# Ђорђе Радосављевић
Ђорђе Радосављевић (Чортановци, код Инђије, 2. фебруар 1921 — Нови Сад, 16. децембар 2020) био је учесник Народноослободилачке борбе и друштвено-политички радник СФР Југославије, СР Србије и САП Војводине. Функцију председника Председништва САП Војводине обављао је у два наврата.

## Биографија
Ђорђе Радосављевић рођен је 2. фебруара 1926. у Чортановцима, код Инђије. Завршио је Вишу политичку школу „Ђуро Ђаковић“ у Београду.
Пре Другог светског рата био је радник. У Народноослободилачкој борби је учествовао од 1942. године.
После ослобођења био је секретар Покрајинског комитета Савеза комунистичке омладине Југославије, секретар Среског комитета Савеза комуниста Југославије, председник Народног одбора среза у Руми и Сремској Митровици и председник Покрајинске привредне коморе у Новом Саду.
Биран је за посланика Савезне скупштине, члана Покрајинског комитета Савеза комуниста Војводине и члана Централног комитета СК Србије.
Био је председник Председништва САП Војводине два пута, од маја 1983. до 4. маја 1984. и од маја 1986. до маја 1988. године.